# Moncofa
Moncofa és un municipi del País Valencià que es troba a la comarca de la Plana Baixa. Limita amb Nules, la Vall d'Uixó i Xilxes.

## Geografia
Està enclavat a de la Costa dels Tarongers. Són destacables del seu paisatge la Plana de Castelló, les platges del Grau, del Masbò i de la Torre, els Estanys, i les zones d'humides d'arribada d'aigües pluvials. El clima n'és mediterrani.

### Nuclis de població
- Moncofa
- el Grau

## Història
Municipi d'origen àrab. Se li va concedir, després de la conquesta per Jaume I, la Carta de poblament el 1254 per Guillem de Montcada, a favor de Bernat Mestres i 37 pobladors més. En l'any 1609 al barri marítim del Grau es va produir l'expulsió dels moriscs des del port i Torre Vigia, hui en ruïnes.
La història de Moncofa sempre ha estat lligada a la mar Mediterrània per mitjà del poblat marítim de pescadors, pioner en el litoral valencià, i és allí on, segons conta la llegenda, va arribar la que havia de ser la seua patrona, santa Maria Magdalena, quan la duien cap a Marsella. En l'actualitat encara pot observar-se en l'interior el cèrcol de la "Muralla", encara que està sobrepassat per l'expansió urbana.

## Demografia
| 1990  | 1992  | 1994  | 1996  | 1998  | 2000  | 2002  | 2004  | 2005  | 2006  | 2010  | 2012  | 2014  | 2018  | 2022  | 2024  |
| ----- | ----- | ----- | ----- | ----- | ----- | ----- | ----- | ----- | ----- | ----- | ----- | ----- | ----- | ----- | ----- |
| 3.571 | 3.613 | 3.688 | 3.610 | 3.724 | 3.905 | 4.302 | 4.705 | 4.977 | 5.278 | 6.107 | 6.475 | 6.339 | 6.278 | 7.338 | 8.011 |

## Política i govern

### Composició de la corporació municipal
El ple de l'Ajuntament està format per 13 regidors. En les eleccions municipals de 28 de maig de 2023 foren elegits 8 regidors del Partit Popular (PP), 3 del Partit Socialista del País Valencià (PSPV-PSOE), 1 de Compromís per Moncofa (Compromís) i 1 de Podem.
| Eleccions municipals de 28 de maig de 2023 - Moncofa |                                          |                                     |                                     |        |          |          |
| Candidatura | Candidatura                              | Candidatura                         | Cap de llista                       | Vots   | Vots     | Regidors |
| | Partit Popular                           |                                     | Wenceslao Alós Valls                | 1.759  | 46,41%   | 7 (-1)   |
| | Partit Socialista del País Valencià-PSOE |                                     | Francisco Vicente Cueco Martí       | 899    | 23,72%   | 3 ()     |
| | Compromís per Moncofa                    |                                     | Noelia Peirats Aymerich             | 614    | 16,2%    | 2 (+1)   |
| | VOX                                      |                                     | Carolina Vilar López                | 272    | 7,17%    | 1 (+1)   |
| | Altres candidatures                      |                                     |                                     | 220    | 5,8%     | 0 ( -1)  |
| | Vots en blanc                            |                                     |                                     | 26     | 0,68%    |          |
| Total vots vàlids i regidors | Total vots vàlids i regidors             | Total vots vàlids i regidors        | Total vots vàlids i regidors        | 3.790  | 100 %    | 13       |
| | Vots nuls                                | Vots nuls                           | Vots nuls                           | 41     | 1.07%    |          |
| Participació (vots vàlids més nuls) | Participació (vots vàlids més nuls)      | Participació (vots vàlids més nuls) | Participació (vots vàlids més nuls) | 3.831  | 69,8%**  |          |
| Abstenció | Abstenció                                | Abstenció                           | Abstenció                           | 1.656* | 30,18%** |          |
| Total cens electoral | Total cens electoral                     | Total cens electoral                | Total cens electoral                | 5.487* | 100 %**  |          |
| Alcalde: Wenceslao Alós Valls (PP) (17/06/2019) Per majoria absoluta dels vots dels regidors (7 vots de PP) |                                          |                                     |                                     |        |          |          |
| Fonts: https://elpais.com/espana/elecciones/municipales/17/12/77/ http://www.argos.gva.es/ahe/pls/argos_elec/DMEDB_Elecmunicipios.informeElecDetallado?aNMuniId=12077&aNNumElec=1&aVTipoElec=L&aVFechaElec=2023&aVLengua=c (* No són vots sinó electors. ** Percentatge respecte del cens electoral.) |                                          |                                     |                                     |        |          |          |

### Alcaldes
Des del 2015 l'alcalde de Moncofa és Wenceslao Alós Valls del Partit Popular.
| Període                       | Alcalde o alcaldessa       | Partit polític | Data de possessió | Observacions |
| ----------------------------- | -------------------------- | -------------- | ----------------- | ------------ |
| 1979–1983                     | Vicente Alemany Martí      | UCD            | 19/04/1979        | --           |
| 1983–1987                     | Antonio Masià Flich        | PSPV-PSOE      | 28/05/1983        | --           |
| 1987–1991                     | Bautista Orosia Alós       | AP             | 30/06/1987        | --           |
| 1991–1995                     | José Vicente Isach Clofent | PSPV-PSOE      | 15/06/1991        | --           |
| 1995–1999                     | Vicente Alemany Martí      | PP             | 17/06/1995        | --           |
| 1999–2003                     | José Vicente Isach Clofent | PSPV-PSOE      | 03/07/1999        | --           |
| 2003–2007                     | José Vicente Isach Clofent | PSPV-PSOE      | 14/06/2003        | --           |
| 2007–2011                     | José Vicente Isach Clofent | PSPV-PSOE      | 16/06/2007        | --           |
| 2011–2015                     | Jaime Picher Julià         | PSPV-PSOE      | 11/06/2011        | --           |
| 2015–2019                     | Wenceslao Alós Valls       | PP             | 13/06/2015        | --           |
| 2019-2023                     | Wenceslao Alós Valls       | PP             | 15/06/2019        | --           |
| Des de 2023                   | Wenceslao Alos Valls       | PP             | 17/06/2023        | --           |
| Fonts: Generalitat Valenciana |                            |                |                   |              |

## Economia
L'agricultura és un dels pilars econòmics de la població. La distribució agrícola ocupa una superfície de 13.150 ha, i els principal producte n'és el taronger, també ho eren els melons i els tomàquets, famosos en tota la comarca, però a causa de la venda de terreny per a urbanitzar i la poca solvència econòmica de l'agricultura en els nostres dies, són gairebé extints. La indústria es basa en el cartró, calçat i taulell (dels pobles confrontants). En l'actualitat cobra total importància el sector turístic perquè hi ha un pla agressivament urbanístic, orientat al turisme i comerç de serveis.

## Monuments

### Monuments religiosos
- Església de Santa Maria Magdalena.

L'actual església es va construir el 1698 sobre una de més petita del 1329. La nova església responia als gustos de l'època, amb façana de transició entre el barroc i el neoclàssic valencià, preservant de l'antiga església el retaule de l'altar major. El presbiteri va ser reformat de nou el 1796, en tendència neoclàssica.
- Ermita de Santa Maria Magdalena. Del segle xvi.

Es troba al Grau, on hi ha una gran devoció marinera. La construcció se'n realitzà en commemoració i acció de gràcies a l'arribada per mar d'una imatge de Maria Magdalena. L'ermita es va aixecar sobre les ruïnes d'una ràbita àrab, famosa perquè al seu costat se signà la pau entre cristians i sarraïns el 1608, donant punt final a la conquesta cristiana. De la façana en penjava un fanal que servia de guia als pescadors que es trobaven en alta mar.

## Monuments civils
- Muralla.

Queden restes de la muralla que fortificava Moncofa, que es va aixecar durant el regnat de Pere IV, entre 1330 i 1340, per a defensar la vila del bandolerisme i els atacs dels pirates berbers, que amb incursions per mar saquejaven les poblacions costaneres. Disposava de 2 portes: una al nord, el portal de Nules, i altra al sud-oest, el portal de la Mar, amb torre annexa.
- Torre de Guaita de Beniesma.

Construïda abans de l'expulsió dels moriscs, el 1609. També anomenada Torre Forçada o Caiguda, formava part d'un sistema de torres de vigilància o guaita, que es van construir per tota la costa per a defensar els ports i poblacions costaneres de diversos atacs. Hui la torre es troba caiguda i atacada per l'onatge.
- Font modernista.

Es troba a l'eixida de l'església i fou construïda el 1925, seguint les tendències modernistes de l'època. Hi destaca la il·luminació espectacular.

## Llocs d'interés
- El Pirulí. Àrea recreativa al costat d'un gran dipòsit d'aigua.
- L'Estanyol. Paratge Natural junt a la platja del mateix nom. Microreserva de flora.
- Vil·la romana de l'Alqueria. Situada entre tarongers, importants restes arqueològics d'una vil·la agrícola del s. III, en l'època imperial romana, al costat de la Via Augusta.

## Festes i celebracions
- Festes patronals. En honor de santa Maria Magdalena. Se celebren del 18 al 30 de juliol. Tenen lloc les revetlles i actes emotius com el desembarcament de la patrona, el 23 de juliol, que té una tradició de 500 anys.

- Festes patronals del Grau. Se celebren del 15 al 30 d'agost en honor de sant Roc.

- Festes de sant Antoni. Se celebren des del 2n dissabte d'octubre fins al següent dissabte.

- Nit de Sant Joan. Fogueres a la platja, revetlles, focs d'artifici... Moncofa rep l'estiu amb milers de persones gaudint del primer bany, el 23 de juny.

- Setmana Santa. Trobada de confraries de tambors de la comarca. Processó dels Caputxins el Divendres Sant i la processó del Diumenge de Resurrecció, on el carrer és decorat amb estovalles de flors.

## Cultura i lleure
- Festival Internacional Rock-machina. Festival de música rock metal en què es donen cita gran quantitat de grups de l'escena internacional metàl·lica.
- FOC, Fira d'Oci i Cultura. Ens presenta diverses cares com exposicions, festival de curts, concerts musicals, teatre de carrer, i tot a nivell independent. Se celebra la segona quinzena d'agost.[2]
- Moncofa Beats Festival. Festival de música electrònica al mes de setembre.
- Concert al Mediterrani. Concert a càrrec de l'Orquestra Simfònica del Mediterrani, que es realitza anualment l'últim dissabte d'agost a la plaça Na Violant d'Hongria de la localitat des del 2003.

## Esports
- Trofeu Platges de Moncofa de Frontó. Trofeu prestigiós de pilota valenciana en la modalitat de frontó, que se celebra durant els tres mesos d'estiu al recinte de Palafangües.